# Relhaguet
Relhaguet (en francès Reilhaguet) és un municipi francès situat al departament de l'Òlt i a la regió d'Occitània.

## Demografia
| 1962                                       | 1968 | 1975 | 1982 | 1990 | 1999 | 2006 | 2017 |
| ------------------------------------------ | ---- | ---- | ---- | ---- | ---- | ---- | ---- |
| 92                                         | 118  | 105  | 105  | 105  | 102  | 130  | 130  |
| Des de 1962: població sense dobles comptes |      |      |      |      |      |      |      |

## Administració
| Període | Identitat      | Partit |
| ------- | -------------- | ------ |
| 2001-   | Jean-Luc Bouyé |        |